# Ikšķile (poble)
Ikšķile ( pronunciation (?·pàg.); alemany: Uexküll o alemany: Üxküll; lituà: Ikškilā) és un poble del municipi homònim, del qual és el centre administratiu, a Letònia.
Va ser la primera capital del bisbat catòlic de Livònia, conegut amb l'exònim alemany d'Üxküll. Sant Meinhard, conegut a partir de la Crònica d'Enric de Livònia, va ser el primer bisbe de Üxküll. El 1197 Berthold de Hannover, abat de Loccum cistercenc, es va convertir en el segon bisbe d'Üxküll. En aquell moment la ciutat era el centre de les pròximes activitats de les croades a la zona de Livònia. El bisbe Berthold va traslladar la seu episcopal a Riga, però va ser assassinat pels livonians en la batalla.
Ikšķile és un dels raion poblats més antics de Letònia, fet que pot ser observat en un antic cementiri a les actuals zones rurals d'Ikšķile. La costa del riu Daugava ha constat d'un poble livonià des dels temps dels segles IX i XII.
En livonià, la paraula Ikšķile (en alemany  Uexküll ) denota "el gual o illot(s), és a dir, un lloc (al riu Daugava) on era possible travessar el riu, que pertany al fill del noble Ike". El nom personal Ike té el significat honorable 'edat, temps de vida'. La família Ike tenia un gran poder a Livonia: controlaven el tràfic militar i el comerç a través del Daugava a Ykescola ~ Ykescole.